# 克萊爾·克萊爾蒙特
克萊爾·瑪麗·珍·克萊爾蒙特（英語：Claire Mary Jane Clairmont，1798年4月27日—1879年3月19日），英國人，是作家瑪麗·雪萊沒有血緣關係的姐妹（她的母親再嫁給瑪麗的父親威廉·戈德温）。她和詩人拜倫勳爵間有一夭折的私生女奧格拉·拜倫。